# Grashaus

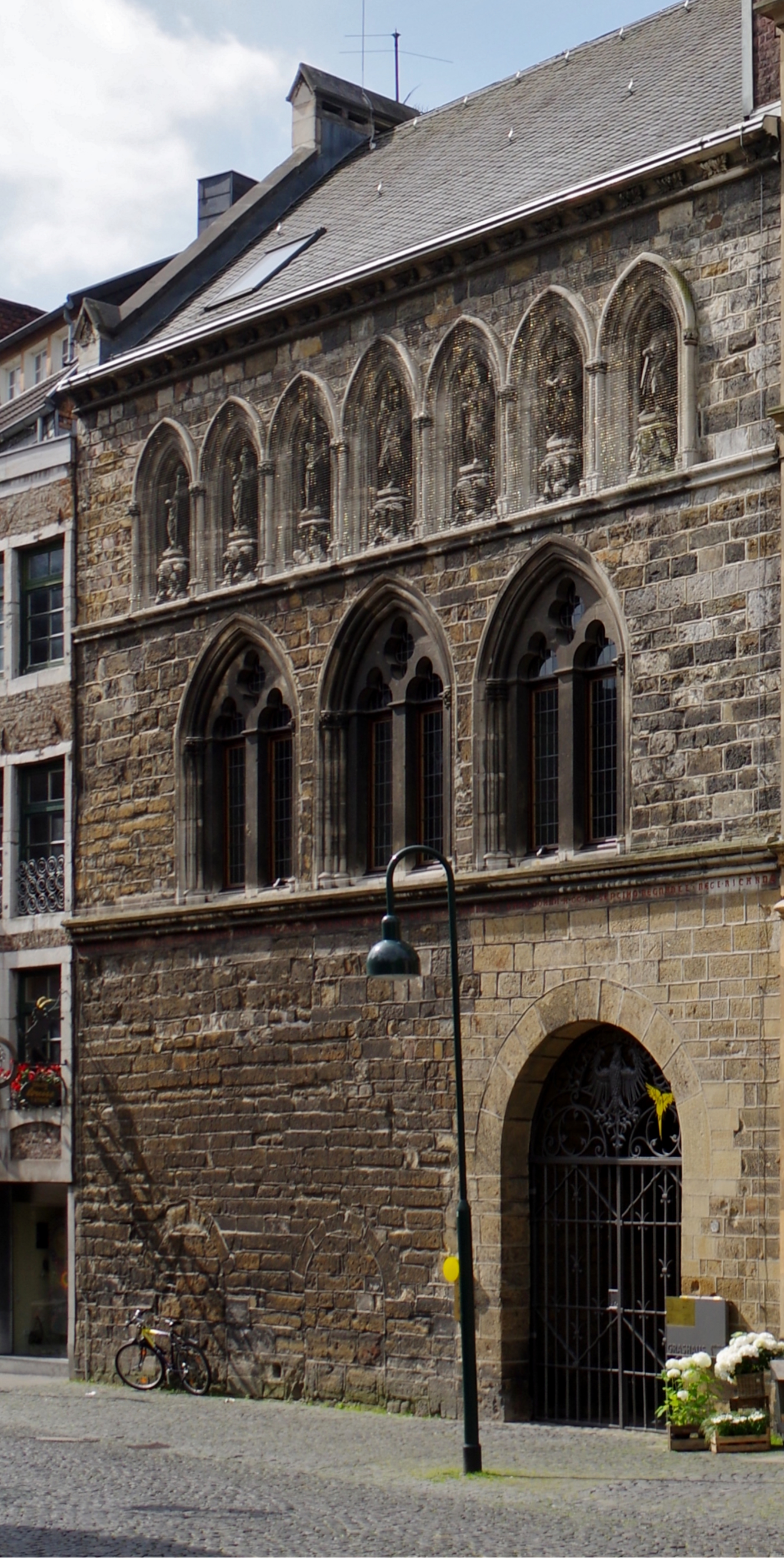
Grashaus Aachen (2016)

Das unter dem Namen Grashaus bekannte Gebäude am Fischmarkt in Aachen ist nicht nur eines der ältesten Häuser der Stadt, sondern als erstes Aachener Rathaus auch von historischer Bedeutung. Es wurde im Jahr 1267 fertiggestellt, steht aber vermutlich auf noch älteren Grundmauern aus eventuell karolingischer Zeit. Den Namen verdankt das Grashaus dem Gras, einem mittelalterlichen Dorfanger, auf dem sowohl Hinrichtungen als auch Volksfeste und angeblich auch die Beerdigungen der Hingerichteten stattfanden.

## Geschichte
Die Erbauung fiel in eine Zeit gesellschaftlicher Veränderungen. Die aufstrebende, durch den Handel und die Herstellung von Tuchen reich gewordene Bürgerschaft forderte von den in Aachen regierenden Kaisern und Königen ab dem 12. Jahrhundert zunehmend Mitspracherechte ein. Am 8. Januar 1166 kam es zur Verleihung der Stadtrechte durch Kaiser Friedrich I., Barbarossa und auf Basis des so genannten Karlsprivilegs zu einer Befreiung sämtlicher Einwohner von der Lehnshörigkeit sowie zur Zollfreiheit im Aachener Reich. Ab dem Jahr 1250 übernahm schließlich ein Stadtrat mit zwei Bürgermeistern an seiner Spitze die Verwaltungsgeschäfte des königlichen Schöffenstuhls, der fortan vor allem für die Gerichtsbarkeit zuständig war. Die damit verbundene Errichtung eines Rathauses, burgerhuys, auch domus civium und burger grass genannt, hatte also auch einen symbolischen Charakter und es war zugleich ein Ausdruck des Selbstbewusstseins einer aufstrebenden Bürgerschaft. Dieser Bau fand darüber hinaus die Zustimmung des 1257 in Aachen gekrönten Königs Richard von Cornwall, der sich mit einer großzügigen finanziellen Spende an den Kosten beteiligte.
Nachdem das Grashaus als Rathaus für die vielen feierlichen Anlässe zu klein und nicht mehr ausreichend repräsentativ geworden war, errichtete der amtierende Bürgermeister Gerhard Chorus Mitte des 14. Jahrhunderts auf den Grundmauern der verfallenen Königshalle der karolingischen Kaiserpfalz das neue Aachener Rathaus. Das alte Bürgerhaus diente fortan neben dem bereits bestehenden königlichen Schöffengericht am Katschhof zunächst als weitere Gerichtsstätte sowie später bis zur französischen Besatzungszeit auch als Gefängnis und Richtplatz.
Beim großen Stadtbrand von Aachen am 2. Mai 1656 wurde das Grashaus stark in Mitleidenschaft gezogen und einige Jahre später umfassend restauriert. Über die damalige Raumaufteilung in seinem Inneren ist nur wenig bekannt. Der Ratssaal befand sich wahrscheinlich im Obergeschoss. Gelegentlich wurde auch vermutet, dass das Bürgerhaus aus zwei weiteren Gebäuden, einem Flügelbau und einem schmalen Treppenturm, bestanden habe, zumal bei der späteren Renovierung des stark zerfallenen Gebäudes in den Jahren 1886 bis 1889 eine zugemauerte Durchgangstür und eine in Holz geschnitzte Zeichnung entdeckt wurden. Hierbei könnte es sich allerdings auch um den Zugang zu einem Abort gehandelt haben, der in einem Erker untergebracht war. In einem Hintergebäude befanden sich vermutlich eine Kornkammer und ein Salzlager. Ursprünglich gab es neben dem heutigen, vermutlich im 16. Jahrhundert vergrößerten Torbogen zwei weitere Bogenöffnungen, deren Umrisse im Mauerwerk noch deutlich zu erkennen sind. Der Straßenboden liegt im Verhältnis zur alten Grundmauer des Gebäudes heutzutage etwa einen Meter höher als im Mittelalter.
Später wurden im unteren und im 18. Jahrhundert auch im oberen Teil des Gebäudes Gefängniszellen eingerichtet, die nicht zuletzt aufgrund der weitgehenden Vermauerung der drei Spitzbogenfenster sehr dunkel gewesen sein müssen. Die Zellen trugen oft die Namen der zum Tode Verurteilten, die dort auf die Vollstreckung warteten. Die Haftbedingungen waren jedoch offenbar derart katastrophal, dass die französische Verwaltung im Grashaus keine Untersuchungshäftlinge mehr unterbringen wollte und in dem 1802 aufgelösten Kloster der Minoriten bei St. Nikolaus in der Großkölnstraße ein neues Gefängnis einrichten ließ.
Im oberen Mauergeschoss befinden sich sieben Blendarkaden, in deren Nischen sich Statuen befinden. Lange Zeit ging man davon aus, dass es sich bei diesen Figuren um die älteste Darstellung der sieben Kurfürsten handelte, die im Mittelalter bis zur frühen Neuzeit den römisch-deutschen Kaiser gewählt haben. Doch der Historiker Armin Wolf, ehemals wissenschaftlicher Referent am Max-Planck-Institut für europäische Rechtsgeschichte in Frankfurt, vermutet, dass hier jeweils drei geistliche und weltliche Fürsten abgebildet seien, die Rudolf I. von Habsburg im Jahr 1273 zum König gewählt haben. Dieser stelle selbst die Figur in der Mitte dar, deren Arkade die übrigen sechs deutlich überrage. Außerdem halte er in seiner Hand als Königssymbol die Heilige Lanze. Auch die Entstehungszeit stellt Wolf in Frage: Die Statuen seien nicht, wie ursprünglich angenommen, im Jahr 1267 unter König Richard von Cornwall aufgestellt worden, sondern mindestens sechs Jahre später, da der Brite lediglich drei Stimmen erhalten habe: jene der Erzbischöfe von Köln und Mainz sowie des Pfalzgrafen bei Rhein. Für Rudolf von Habsburg hingegen votierten gemäß Wolf im Jahr 1273 sechs Kurfürsten und der siebte, der König von Böhmen, Ottokar II. Přemysl, habe selbst das römisch-deutsche Königtum beansprucht und daher an dieser Wahl nicht teilgenommen. Immerhin handele es sich, so Wolf, bei den Statuen um die älteste bekannte Darstellung der Königswähler. Die heute vorhandenen Figuren sind allerdings lediglich Nachbauten, die 1882 im Rahmen einer umfassenden Restaurierung des Figurenfrieses nach Plänen des Aachener Baumeisters Robert Ferdinand Cremer ersetzt wurden, wobei die Figuren selbst vom Aachener Bildhauer Wilhelm Pohl zwischen 1886 und 1889 angefertigt wurden. Die Originale gelten seit Ende des Zweiten Weltkriegs als verschollen, lediglich die Überreste einer einzigen Statue lagern noch in der Burg Frankenberg.

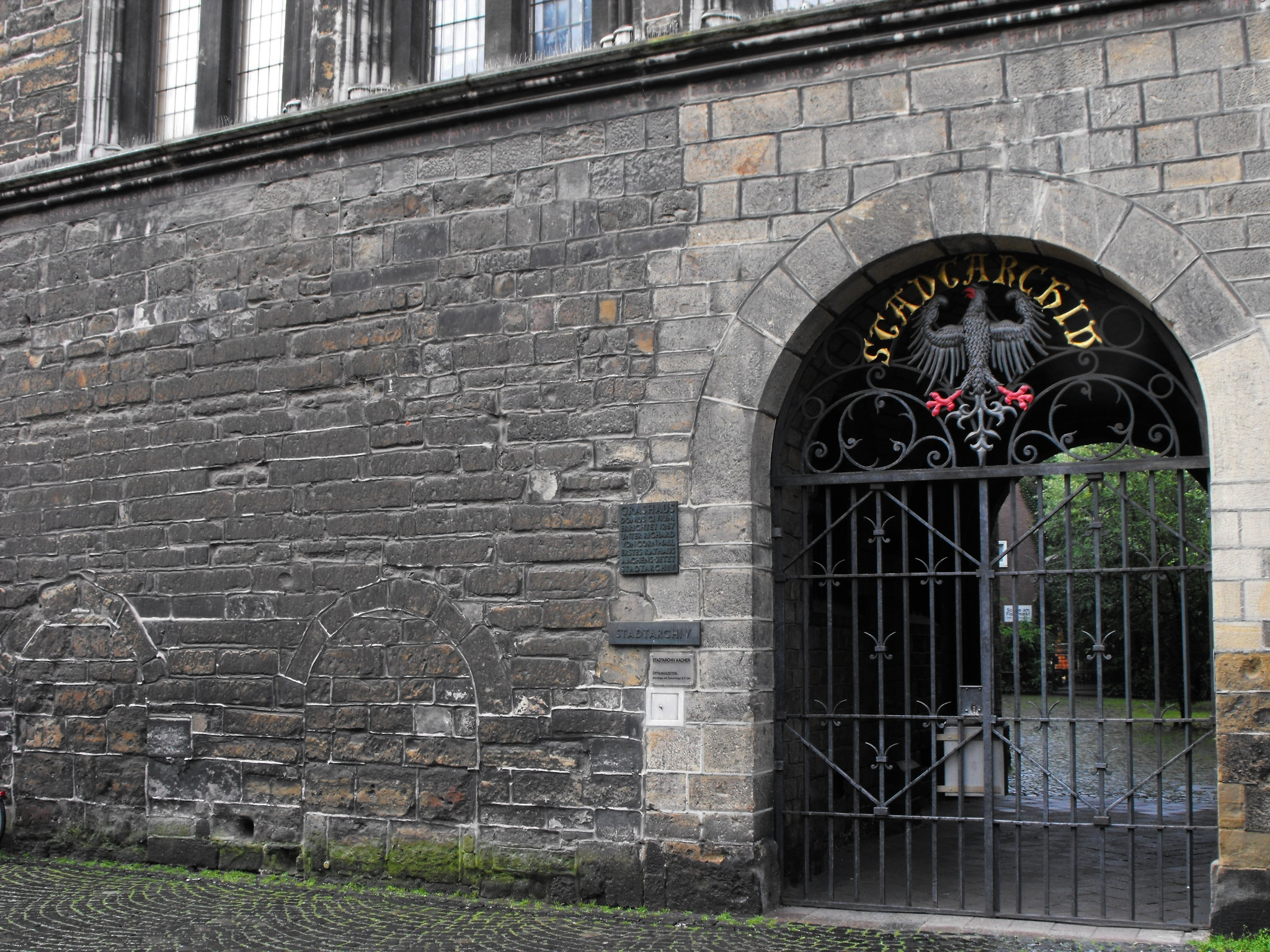
Eingangstor mit altem Torbogen und Inschrift unter dem Sims (2009)

Nach dem Ende der französischen Besatzungszeit fand sich keine Verwendung mehr für das Grashaus, sodass es immer mehr zur Ruine verfiel und im Jahr 1837 sogar abgerissen werden sollte. Doch Aachener Kunstfreunde veranlassten fast fünfzig Jahre später eine vollständige Restaurierung und Renovierung. Lediglich die Frontseite blieb erhalten; der Rest des Gebäudes musste nach alten Vorlagen neu errichtet, aber auch mit einem neuen Seitenflügel erweitert werden. Ebenfalls um 1888 wurde die auf einem Steinband unterhalb des Gesimses zum Obergeschoss angebrachte Inschrift erneuert, die laut dem Aachener Chronisten Peter von Beeck offenbar bereits 1267 unter König Richard von Cornwall ins Grashaus eingemeißelt wurde und den Anfang der so genannten Aachen-Hymne beschreibt: VRBS AQUENSIS, VRBS REGALIS, REGNI SEDES PRINCIPALIS, PRIMA REGUM CVRIA, übersetzt: „Stadt der Wasser, Königsstadt, Hauptsitz der Könige, erster Königshof des Reiches.“ Diese Inschrift wurde ergänzt durch die Worte: HANC DOMVM FECIT MAGISTER HENRICVS ANNO DOMINI MCCLX SEPTIMO REGNANTE REGE RICARDO. „Dieses Haus hat Meister Heinrich im Jahre des Herrn 1267 unter der Regierung Richards erbaut.“ Nach dieser großen Umbauphase beherbergte das Grashaus das Stadtarchiv Aachen.

## Aktuelles
Das Stadtarchiv wurde 2012 aus Platzgründen in das Gebäude der ehemaligen Rheinnadel GmbH am Reichsweg verlegt. Seit 2015 ist das Grashaus die Station Europa des historischen Stadtrundganges Route Charlemagne. Im Grashaus befindet sich jetzt das EUROPE DIRECT Informationsbüro Aachen, die Initiative Europäische Horizonte, die Karlspreisstiftung und das Europäische Klassenzimmer.